# Christelijke Boeren- en Tuindersbond
De Christelijke Boeren- en Tuindersbond was een Nederlandse werkgeversorganisatie voor protestants-Christelijke boeren. De organisatie werd opgericht als tegenhanger van de katholieke Nederlandse Boerenbond en het formeel-neutrale Koninklijk Nederlands Landbouwcomité.
De CBTB werd in 1918 opgericht uit een opsplitsing van de Christelijke Patroonsvereniging Boaz. De CBTB verdedigde de materiële belangen van Nederlandse boeren op basis van Christelijke beginselen. Daarnaast richtte ze ze zich op agrarische voorlichting. Ook testte de organisatie gewassen, coördineerde ze opslag van van goederen. In haar eerste decennia was de organisatie relatief klein. Het ledental groeide toen de boerenstand in de crisisjaren in negatief vaarwater kwam. De organisatie was structureel kleiner dan haar katholieke en neutrale tegenhangers. Na de Tweede Wereldoorlog kreeg thet CBTB een belangrijke rol in het Landbouwschap. De organisatie onderhield warme banden met de Anti-Revolutionaire Partij en de Christelijk-Historische Unie. In 1995 ging deze organisatie op in LTO Nederland.